# Distretto di Tata
Il distretto di Tata (in ungherese Tatai járás) è un distretto dell'Ungheria, situato nella provincia di Komárom-Esztergom.